# آنجلینا شکاتووا
آنجلینا شکاتووا (روسی: Ангелина Анатольевна Шкатова؛ IPA: [ɐnɡʲɪˈlʲinə ˈʂkatəvə]؛ زادهٔ ۲۵ ژانویهٔ ۲۰۰۱) ژیمناست ریتمیک اهل روسیه است.